# Бланьяк
Бланья́к (фр. Blagnac) — місто та муніципалітет у Франції, у регіоні Окситанія, департамент Верхня Гаронна. Населення — 26 466 осіб (01.01.2021).
Муніципалітет розташований на відстані близько 590 км на південь від Парижа, 6 км на північний захід від Тулузи. З Тулузою місто з'єднує нова трамвайна лінія, відкрита у 2010 році.

## Історія
До 2015 року муніципалітет перебував у складі регіону Південь-Піренеї. Від 1 січня 2016 року належить до нового об'єднаного регіону Окситанія.

## Демографія
Динаміка населення (Ehess і INSEE ):
Розподіл населення за віком та статтю (2006):
| Стать | Всього | До 15 років | 15-24 | 25-44 | 45-64 | 65-85 | Понад 85 |
| --- | ------ | ----------- | ----- | ----- | ----- | ----- | -------- |
| Чоловіки | 10 226 | 1834        | 1573  | 3231  | 2347  | 1139  | 102      |
| Жінки | 10 985 | 1857        | 1379  | 3191  | 2738  | 1553  | 267      |
| \| Статево-вікова піраміда \| Статево-вікова піраміда \| Статево-вікова піраміда \| \| ----------------------- \| ----------------------- \| ----------------------- \| \| Чоловіки \| Вік \| Жінки \| \| 102 \| 85 + \| 267 \| \| 183 \| 80-84 \| 325 \| \| 221 \| 75-79 \| 386 \| \| 306 \| 70-74 \| 408 \| \| 429 \| 65-69 \| 434 \| \| 380 \| 60-64 \| 460 \| \| 591 \| 55-59 \| 730 \| \| 599 \| 50-54 \| 679 \| \| 777 \| 45-49 \| 869 \| \| 765 \| 40-44 \| 845 \| \| 692 \| 35-39 \| 788 \| \| 884 \| 30-34 \| 782 \| \| 890 \| 25-29 \| 776 \| \| 830 \| 20-24 \| 698 \| \| 743 \| 15-20 \| 681 \| \| 641 \| 10-14 \| 699 \| \| 613 \| 5-9 \| 591 \| \| 580 \| 0-4 \| 567 \| |        |             |       |       |       |       |          |
| Статево-вікова піраміда |        |             |       |       |       |       |          |
| Чоловіки | Вік    | Жінки       |       |       |       |       |          |
| 102 | 85 +   | 267         |       |       |       |       |          |
| 183 | 80-84  | 325         |       |       |       |       |          |
| 221 | 75-79  | 386         |       |       |       |       |          |
| 306 | 70-74  | 408         |       |       |       |       |          |
| 429 | 65-69  | 434         |       |       |       |       |          |
| 380 | 60-64  | 460         |       |       |       |       |          |
| 591 | 55-59  | 730         |       |       |       |       |          |
| 599 | 50-54  | 679         |       |       |       |       |          |
| 777 | 45-49  | 869         |       |       |       |       |          |
| 765 | 40-44  | 845         |       |       |       |       |          |
| 692 | 35-39  | 788         |       |       |       |       |          |
| 884 | 30-34  | 782         |       |       |       |       |          |
| 890 | 25-29  | 776         |       |       |       |       |          |
| 830 | 20-24  | 698         |       |       |       |       |          |
| 743 | 15-20  | 681         |       |       |       |       |          |
| 641 | 10-14  | 699         |       |       |       |       |          |
| 613 | 5-9    | 591         |       |       |       |       |          |
| 580 | 0-4    | 567         |       |       |       |       |          |

## Економіка
2010 року серед 15 012 осіб працездатного віку (15—64 років) 11 552 були активними, 3460 — неактивними (показник активності 77,0%, у 1999 році було 74,8%). З 11 552 активних мешканців працювала 10 471 особа (5436 чоловіків та 5035 жінок), безробітними було 1081 (518 чоловіків та 563 жінки). Серед 3460 неактивних 1610 осіб було учнями чи студентами, 958 — пенсіонерами, 892 були неактивними з інших причин.

У 2010 році в муніципалітеті числилось 9800 оподаткованих домогосподарств, у яких проживали 21012,0 особи, медіана доходів виносила 21 905 євро на одного особоспоживача

## Географія
Бланьяк знаходиться між Середземним морем і Атлантичним океаном, на березі річки Гаронни. Тут змикаються Лангедокський і Гароннський канали, що з'єднують Атлантичний океан з Середземним морем.

### Клімат
Тулуза має вологий субтропічний клімат (Cfa за класифікацією кліматів Кеппена).
| Клімат Бланьяк           | Клімат Бланьяк | Клімат Бланьяк | Клімат Бланьяк | Клімат Бланьяк | Клімат Бланьяк | Клімат Бланьяк | Клімат Бланьяк | Клімат Бланьяк | Клімат Бланьяк | Клімат Бланьяк | Клімат Бланьяк | Клімат Бланьяк | Клімат Бланьяк |
| Показник                 | Січ.           | Лют.           | Бер.           | Квіт.          | Трав.          | Черв.          | Лип.           | Серп.          | Вер.           | Жовт.          | Лист.          | Груд.          | Рік            |
| Абсолютний максимум, °C  | 21,2           | 22,1           | 27,1           | 30,0           | 33,4           | 39,8           | 40,2           | 40,7           | 35,3           | 30,8           | 24,3           | 21,1           | 40,7           |
| Середній максимум, °C    | 9,5            | 11,1           | 14,5           | 17,0           | 21,0           | 25,2           | 28,0           | 27,9           | 24,6           | 19,5           | 13,3           | 9,9            | 18,5           |
| Середня температура, °C  | 5,9            | 7,0            | 9,7            | 11,9           | 15,9           | 19,6           | 22,0           | 21,9           | 18,9           | 14,9           | 9,5            | 6,5            | 13,6           |
| Середній мінімум, °C     | 2,4            | 3,0            | 5,0            | 7,1            | 10,9           | 14,3           | 16,5           | 16,5           | 13,4           | 10,5           | 5,8            | 3,2            | 9,1            |
| Абсолютний мінімум, °C   | −17            | −19,2          | −8,4           | −3             | −0,8           | 4,0            | 7,6            | 5,5            | 1,9            | −3             | −7,5           | −12            | −19,2          |
| Норма опадів, мм         | 51.3           | 41.6           | 49.1           | 69.6           | 74.0           | 60.3           | 37.7           | 46.8           | 47.4           | 57.0           | 51.1           | 52.4           | 638.3          |
| ------------------------ | -------------- | -------------- | -------------- | -------------- | -------------- | -------------- | -------------- | -------------- | -------------- | -------------- | -------------- | -------------- | -------------- |
| Джерело: Météo et climat |                |                |                |                |                |                |                |                |                |                |                |                |                |

## Галерея

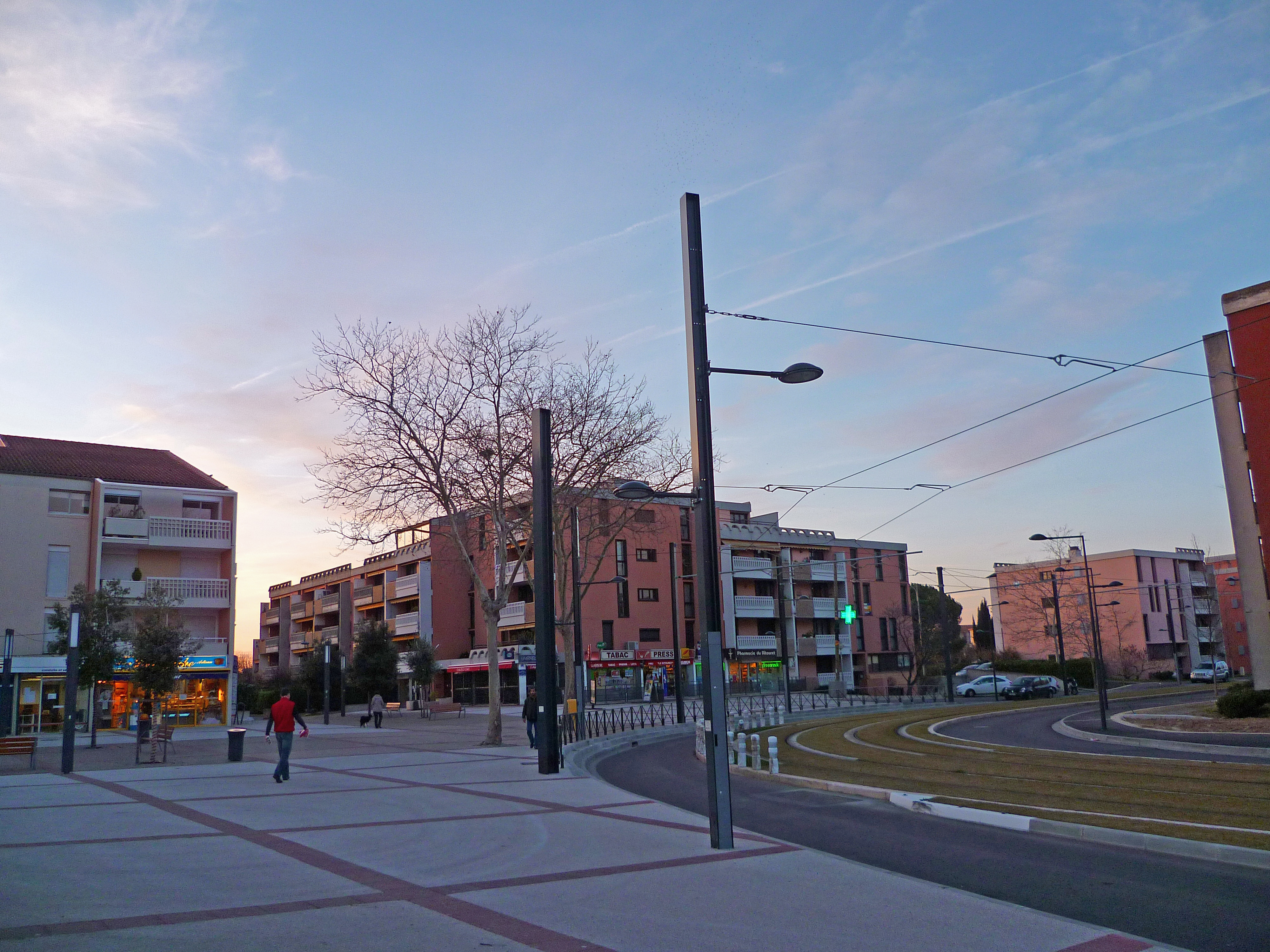
Бланьяк
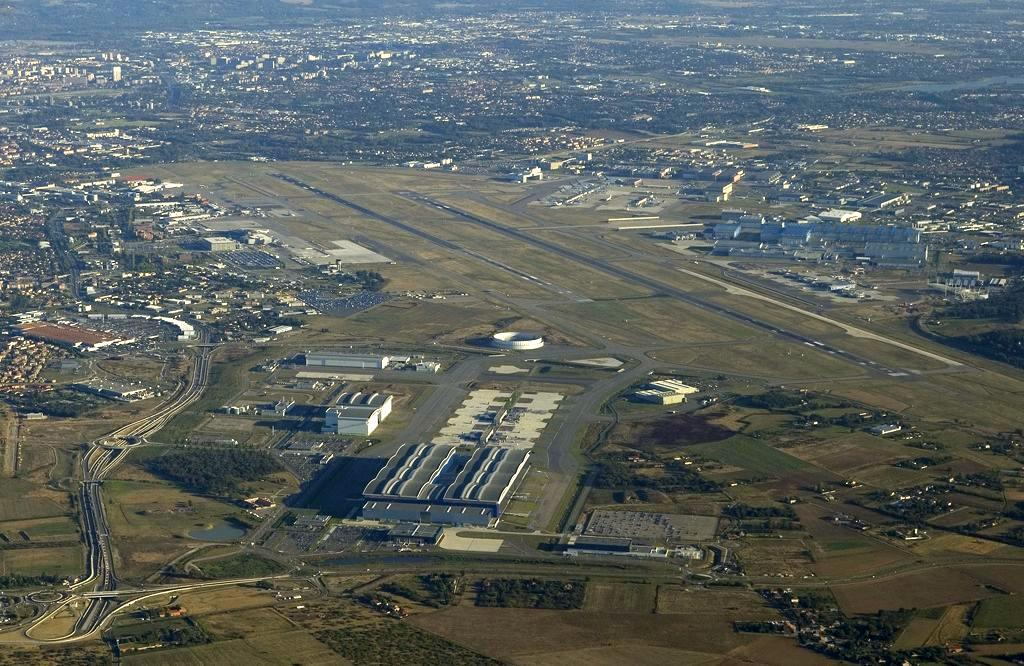
Бланьяк
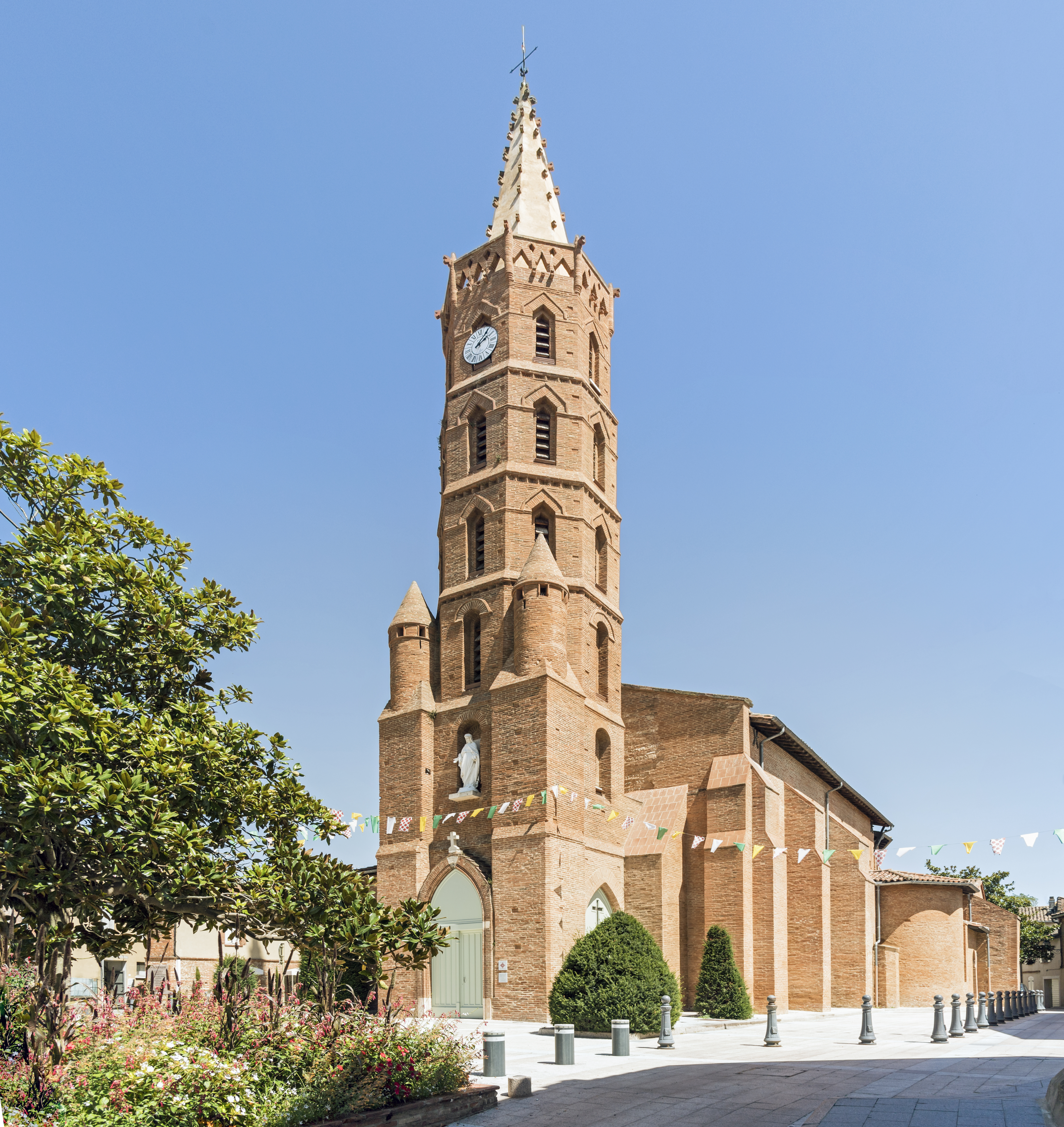
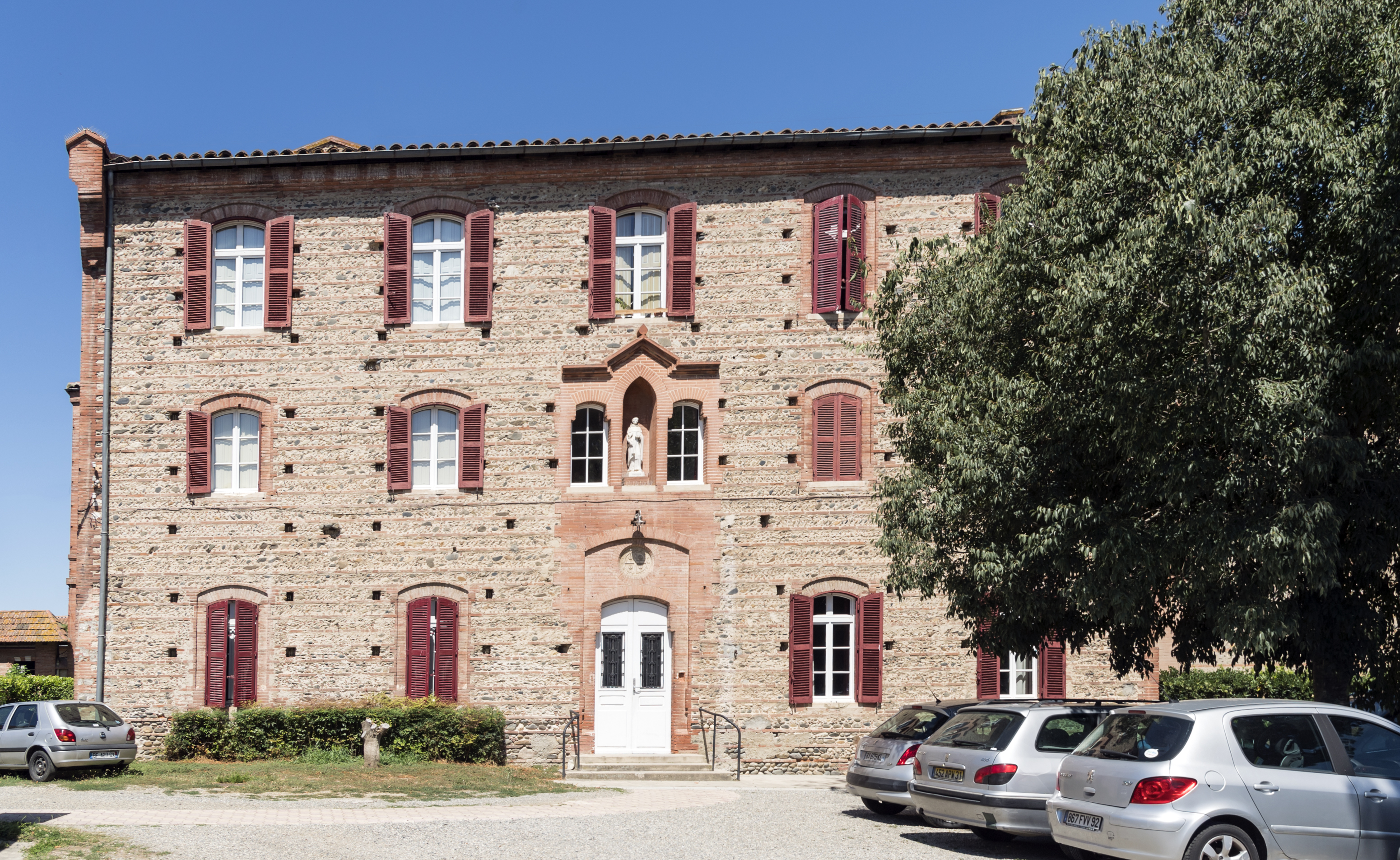
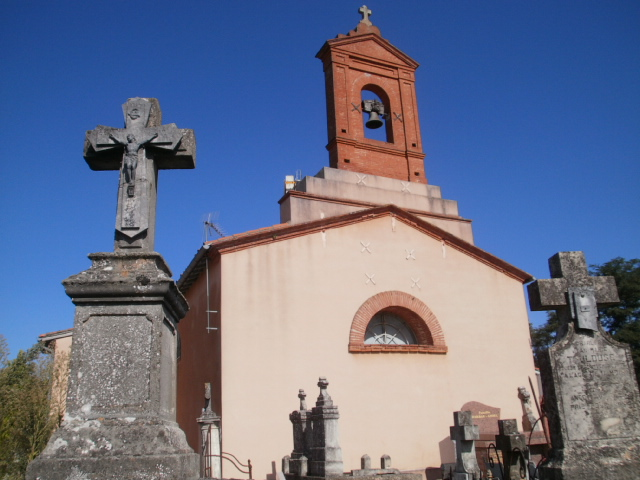